# Иванов, Дмитрий Игоревич
Дми́трий И́горевич Ивано́в (14 февраля 1987, Ленинград, СССР) — российский футболист, полузащитник, защитник.

## Карьера
Воспитанник санкт-петербургского футбола, выпускник детско-юношеской школы «Локомотива» (тренер Анатолий Димитропуло). В 2005 году в 18-летнем возрасте дебютировал в составе «Петротреста», который выступал в Первом дивизионе, за «Петротрест» отыграл два сезона, в 19 лет был капитаном команды. В 2007 году перешёл в другой питерский клуб — «Динамо», в клубе провёл 21 матч во Втором дивизионе и один кубковый матч против «Балтики-2». В 2006—2007 годах в составе сборной зоны «Запад» Второго дивизиона принимал участие в традиционном ежегодном молодёжном турнире Кубок ПФЛ «Надежда». После чего перебрался в «Ростов», который ставил своей целью вернуться в Премьер-лигу, получив к концу первого круга сезона 2008 года место в основном составе команды Олега Долматова, Иванов, тем не менее, отправился в аренду в «Анжи», с которым в конце 2008 года подписал трёхлетний контракт. Всего же в первом дивизионе провёл 63 матча, забил 4 гола. Сезон 2009 года пропустил из-за тяжёлой травмы. Дебютировал в Премьер-лиге 20 марта 2010 года в матче против пермского «Амкара», выйдя на замену Зураби Арзиани. 14 апреля 2011 года на правах аренды перешёл в каспийский «Дагдизель». 4 сентября 2012 года перешёл в «Петротрест», выступавший в ФНЛ, где в сезоне-2012/13 сыграл всего в одной игре. Следующие три года провёл в «Волгаре» у Юрия Газзаева, где играл главным образом в линии защиты, став основным игроком команды. В составе астраханской команды Дмитрий занял первое место южной зоне второго дивизиона, благодаря чему «Волгарь» вышел в ФНЛ. В 2015 году с командой завоевал Кубок ФНЛ. Летом 2016 года перешёл в «Факел», с которым в 2017 году вновь завоевал Кубок ФНЛ. В 2017 году стал игроком «Тюмени», но сыграв 9 матчей за команду, весеннюю часть сезона-2017/18 решил провести в «Волгаре», сыграв за основу 13 матчей.
Летом 2018 года Дмитрий переехал в подмосковные «Химки». За основной состав провёл четыре матча: три — в ФНЛ и один — в Кубке России. Также сыграл 9 матчей за «Химки-М» во втором дивизионе. В феврале 2019 перешёл в клуб чемпионата Болгарии «Верея», за который провёл пять матчей.

## Достижения
- Победитель Первого дивизиона (2): 2008, 2009
- Обладатель Кубка ФНЛ: 2015, 2017
- Обладатель Кубка ПФЛ «Надежда»: 2006